# 광산농악
광산농악은 광주광역시 서구 마륵동에 전승되어온 판굿농악을 중심으로 칠석동의 고싸움농악, 소촌동의 당산농악, 산월동의 풍장농악, 옥동과 유계동의 걸립농악 등 광주 지역에서 연주되는 다양한 농악을 집대성한 농악이다.
1990년에 광산농악보존회로 결성되어 같은 해 제31회 전국민속예술경연대회에서 농악부문 최우수상을 수상하는 등 지역 전통농악의 전승과 발전에 기여, 1992년 3월 16일 광주광역시 무형문화재 제8호로 지정됐다. 더불어 정득채(상쇠), 김종회(장구), 서창순(북) 3분 선생님께서 기능보유자로 지정됐다. 
광산농악 홈페이지 https://gwangsannongak.com